# اچ‌ام‌ای‌اس تینگیرا
اچ‌ام‌ای‌اس تینگیرا (به انگلیسی: HMAS Tingira) یک کشتی بود که طول آن ۳۱۷ فوت (۹۷ متر) بود. این کشتی در سال ۱۸۶۱ ساخته شد.